# Walter Henrique da Silva
Walter Henrique da Silva, noto semplicemente come Walter (Porto Alegre, 22 luglio 1989), è un calciatore brasiliano, attaccante del Rolim de Moura.

## Carriera

### Club
Walter Henrique da Silva ha iniziato la sua carriera calcistica nel San José di Porto Alegre all'età di 14 anni. Nel 2007 è passato alle giovanili dell'Internacional, dove è rimasto un anno. Nel 2008 ha debuttato in prima squadra. Durante il mercato invernale 2011-2012, il Goiás ufficializza il suo ingaggio in prestito.

### Nazionale
Con la Nazionale brasiliana Under-20 ha vinto il Campionato sudamericano Under-20 svoltosi in Venezuela nel 2009, segnando 5 reti come l'uruguagio Abel Hernández e i paraguagi Hernán Pérez e Robin Ramírez.

## Palmarès

### Club

#### Competizioni nazionali
- Campionato portoghese: 1

Porto: 2010-2011
- Coppa di Portogallo: 1

Porto: 2010-2011

#### Competizioni internazionali
- UEFA Europa League: 1

Porto: 2010-2011

### Nazionale
- Campionato sudamericano Under-20: 1

Venezuela 2009

### Individuale
- Miglior marcatore del Campionato sudamericano di calcio Under-20: 1

Venezuela 2009